# Carlito (futebolista)
Carlos Domingues Viana, ou simplesmente Carlito, (Salvador, 24 de setembro de 1927) foi um futebolista brasileiro que atuou como atacante.

## Carreira
Revelado pelo Bahia (único clube o qual defendeu em toda sua carreira, de 1946 a 1959), o maior artilheiro do Tricolor nasceu no dia 24 de setembro de 1927 em Salvador e participou do primeiro título nacional da equipe baiana, o Campeonato Brasileiro de 1959
O maior goleador da história do Bahia tinha como principais características o fato de ser um atacante rompedor, raçudo, exímio cabeceador e ter um excelente poder de finalização.
Além de ser o maior artilheiro do clube, Carlito também se destacou nos confrontos com o seu principal rival, o Vitória, tendo marcado 21 gols, número que o tornou o maior artilheiro do Bahia em Ba-Vis, sendo superado apenas por Juvenal, atacante do Vitória nas décadas de 1940 e 1950.
Em sua fase áurea no time tricolor baiano, o atacante recebeu uma proposta para defender o Flamengo, mas acabou dissuadido pela noiva na época, que recusou-se a mudar com ele para o Rio, razão pela qual ele preferiu continuar no Bahia.
Ao final de sua carreira, já com 32 anos de idade, Carlito cedeu a camisa 9 do Bahia para outro lendário centroavante tricolor, Léo Briglia.
Maior artilheiro do clube de todos os tempos, o atacante Carlito faleceu no dia 18 de junho de 1980, em sua casa, no bairro do Uruguai, situado na Cidade Baixa, em Salvador, aos 52 anos.
Mestre em se posicionar na área, ele tinha como sua arma fatal o cabeceio. Fez boa parte dos seus 233 gols pelo Bahia dessa maneira. De 27 de julho de 1949, quando estreou pelo Bahia marcando duas vezes na goleada de 6 a 1 sobre o Botafogo (BA), até 29 de junho 1961, quando encerrou sua carreira num amistoso contra o Fluminense (BA), Carlito fez 378 jogos pelo Tricolor.
Apesar de não ter atuado durante a campanha do título da Taça Brasil de 1959, Carlito fazia parte do elenco e estava no banco de reservas na grande final. Pelo Esquadrão, além do título nacional, conquistou ainda o Baianão por oito vezes (49, 50, 52, 54, 56, 58-60) e carrega também no currículo a artilharia por um único time no clássico Ba-Vi, com 23 gols.
Foram muitas façanhas, mas o soteropolitano Carlos Domingues Viana tinha como seu momento favorito, em 12 temporadas no Bahia, a excursão que fez com o clube para a Europa, em 1957, quando fez 15 gols em 29 partidas.
Após se aposentar do futebol, apenas com 32 anos, seguiu carreira no serviço público como funcionário da Petrobrás. Foi sepultado no Campo Santo, com a bandeira Tricolor sobre seu corpo e seu enterro foi acompanhado por centenas de torcedores, segundo descrição do Correio da Bahia de 19/06/1980.
*Por meio do projeto Memória de Aço, o Bahia documentou todos os mais de 5000 jogos de sua história, cadastrando as fichas técnicas dessas partidas e construindo um banco de dados que em breve estará disponível para os torcedores. Na recontagem dos tentos, Carlito tem agora 233 gols, e não mais 253, como contava na lista oficial de artilheiros no site do clube.

## Momento marcante
Uma das passagens mais interessantes da história do jogador ocorreu em uma partida contra o Botafogo. Na ocasião, após perder um gol feito, o artilheiro saiu dando risada. No intervalo, o técnico o repreendeu e falou que ele não poderia rir após perder um gol daqueles. Carlito não falou nada, apenas voltou para o jogo. No segundo tempo Carlito viria a marcar um golaço, na comemoração o jogador saiu andando sério, sem falar nada para ninguém até chegar ao técnico. Então, o centroavante olhou para o seu treinador e disse “Como é, agora eu posso rir?”.

## Títulos
Bahia
- Campeonato Baiano: 1947; 1948; 1949; 1950; 1952; 1954; 1956; 1958; 1959
- Torneio Início da Bahia: 1951
- Campeonato Brasileiro: 1959

## Artilharia
Bahia
- Campeonato Baiano: 1951 (16 gols)

Em 1952, 1954 e 1958 não foram dados prêmios de Artilharia no Campeonato Baiano.